# Otok (województwo pomorskie)
Otok (kaszb. Wernerów Zdrój, niem. Wernersbrunn) – dawna nazwa folwarku, należącego do Kobylnicy, obecnie teren tego miasta w Polsce położona w województwie pomorskim, w powiecie słupskim, w gminie Kobylnica.
Miejscowość położona jest na Równinie Słupskiej w pobliżu drogi krajowe nr 21.

## Nazwa
Nazwa miejscowości jest tzw. chrztem nazewniczym i ma charakter pseudotopograficzny. Jest to nazwa prymarna przeniesiona z nazwy pospolitej otok „wyspa”. Pierwotna niemiecka nazwa Wernersbrunn, wzmiankowana po raz pierwszy w 1863, ma charakter dzierżawczy i jest złożeniem dwóch członów: nazwy osobowej Werner i nazwy pospolitej Brunn „źródło”.

## Historia
Folwark należący do Kobylnicy, na początku XX w. z 19 mieszkańcami. W 1932 właściwy dla miejscowości urząd stanu cywilnego znajdował się w Łosinie. Miejscowość należała do parafii ewangelickiej przy kościele zamkowym w Słupsku, natomiast katolicy uczęszczali do tamtejszego kościoła św. Ottona.
W latach 1975–1998 miejscowość administracyjnie należała do województwa słupskiego.
Inne miejscowości o nazwie Otok: Otok